# 安顺武庙
安顺武庙位于中国贵州省安顺市西秀区老大十字东北角，是祀奉关羽的庙宇，2013年被列为第七批全国重点文物保护单位。
安顺武庙始建于明洪武十五年（1382年），原为慈云寺。清康熙五年（1666年）贵州提督李本深重修，改为关帝庙。清乾隆五十七年（1792年）建观音阁。清光绪三十一年（1905年）贵州提督徐印川拆除宫墙，改建厅房5间。民国八年（1919年）县知事唐希泽改武庙为关岳庙。安顺武庙占地约3200平方米，有大殿、观音阁、两侧厢房等建筑。大殿内有36根整料石柱，最高石柱达14米。观音阁系三层重檐四角攒尖顶木结构楼阁。
- 牌坊大门
- 泮池和大殿
- 大殿
- 观音阁
- 左侧厢房
- 右侧厢房
- 观音阁侧面